# Limfocit T helper
Limfocitele T helper (celule Th) sunt limfocite T non-citotoxice, care joacă un rol intermediar important în sistemul imunitar adaptiv prin secretia de citokine. Aceste celule nu au activitate citotoxică sau fagocitară, ele nu pot ucide celulele infectate sau agenții patogeni, ci ajută celelalte celule ale sistemului imun activandu-le. Ele sunt esențiale pentru comutarea clasei de anticorpi la limfocitele B, în activarea limfocitelor T citotoxice, și în maximizarea activitătii bactericide a fagocitelor (de exemplu, macrofage).
Limfocitele T helper mature exprimă pe suprafață glicoproteina CD4, fiind astfel numite limfocite T CD4 +. Atunci când un APC prezintă un antigen in cupa MHC de clasa II, limfocitele CD4+ vor ajuta aceste celule sa elimine agentul patogen printr-o serie de interacțiuni intre celule (de exemplu, intre CD40 și CD40L), și prin eliberare de citokine.
Importanța celulelor T helper poate fi vazută in cazul infectiei cu HIV, un virus care infectează celulele T CD4 +. La sfârșitul unei infecții cu HIV numărul de limfocite T CD4 + funcționale este foarte mic, ceea ce duce la stadiul simptomatic cunoscut sub numele de SIDA. Există unele tulburari rare, în care numărul limfocitelor T CD4 + este foarte mic. Aceste tulburări produc simptome similare SIDA, fiind fatale.
Exista 2 tipuri de limfocite T helper:
- Limfocite Th1: secreta IL-2, IL-12 și interferon-gamma. Stimulează dezvoltarea macrofagelor si a limfocitelor T citotoxice, si, in cazul limfocitelor B, comutarea de clasă la IgG2. Apar in cazul raspunsurilor imune impotriva bacteriilor intracelulare și a virusilor.
- Limfocite Th2: secretă IL-4, IL-5, IL-6 și IL-10. Stimulează dezvoltarea limfocitelor B, si favorizează comutarea de clasa la IgA si IgE. Apar in cazul raspunsurilor imune impotriva bacteriilor extracelulare, alergenilor și a protozoarelor.